# William Maclay (Politiker, 1737)

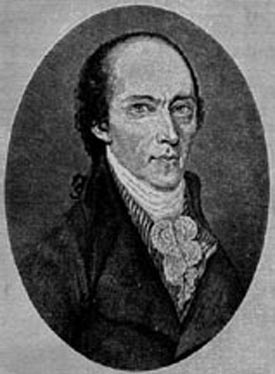
William Maclay

William Maclay (geboren am 20. Juli 1737 in New Garden, Province of Pennsylvania; gestorben am 16. April 1804 in Harrisburg, Pennsylvania) war ein britisch-amerikanischer Jurist und Politiker. Er war als einer der beiden Senatoren des Staates Pennsylvania Mitglied des ersten Kongresses der Vereinigten Staaten (1789–91).

## Leben
Maclay, Sohn irischer Einwanderer, diente im Franzosen- und Indianerkrieg in der britischen Armee und nahm als Leutnant 1758 an der Expedition gegen das französische Fort Duquesne teil. Nach seinem Militärdienst studierte er Juristerei und wurde 1760 als Rechtsanwalt approbiert. Im Unabhängigkeitskrieg diente er im Stab der Kontinentalarmee. Nach Kriegsende wurde er in den 1780er Jahren wiederholt in das Repräsentantenhaus von Pennsylvania gewählt.
1789 wurde er mit 66:1 Stimmen neben Robert Morris zu einem der beiden Senatoren Pennsylvanias im ersten Kongress der Vereinigten Staaten in New York gewählt. Da Pennsylvania auch der erste Staat überhaupt war, der seine Senatoren bestimmte, ist Maclay somit zugleich der erste Senator der Geschichte der USA. Die Frage, welcher der beiden „Senator erster Klasse“ respektive „dritter Klasse“ werden sollte, wer sich also bereits nach zwei respektive sechs Jahren Amtszeit einer Wiederwahl würde stellen müssen, wurde im Losverfahren entschieden. Das schlechtere Los fiel auf Maclay, der seinen Sitz bei der Wahl 1791 auch verlor. Maclay war zunächst als Föderalist bekannt, wurde aber im Verlauf der beiden Jahre im Senat zunehmend skeptischer gegenüber der Legitimität der Regierung George Washingtons und zählte schließlich zu ihren schärfsten Kritikern; insbesondere machte er sich John Adams zum Feind, dem er vorwarf, eine Hofpartei formen zu wollen. Nach dem Ende seiner Laufbahn in der nationalen Politik wurde er 1795, 1796, 1797 sowie 1803 als Abgeordneter des Dauphin County erneut in das Repräsentantenhaus von Pennsylvania gewählt, nunmehr als Vertreter der Demokratisch-Republikanischen Partei; 1796 war er einer der Wahlmänner seines Staates bei der Präsidentschaftswahl.
Für die Geschichtswissenschaft von einiger Bedeutung sind Maclays erstmals 1880 in Auszügen, 1988 dann vollständig veröffentlichte Tagebücher, die er während seiner Zeit als Senator führte. Sie geben Aufschluss über die politischen Gepflogenheiten in den ersten Monaten und Jahren der jungen Republik, die ihre Geschäftsordnungen, Kompetenzen und Protokolle von Grund auf neu ausarbeiten und konsolidieren musste.
Der Historiker Charles A. Beard sieht in Maclay den Urtyp der späteren Jeffersonian Republicans.